# Sheridan (Oregon)
Pour les articles homonymes, voir Sheridan.
Sheridan est une localité du comté de Yamhill dans l'Oregon aux États-Unis dont la population était de 3 872 habitants lors du recensement de 2000. Elle est ainsi nommée en l'honneur du général Philip Sheridan qui était en poste au Fort Yamhill à la fin des années 1850.